# Venas cavas
Las venas cavas son las dos venas mayores del cuerpo. Existe una vena cava superior o descendente, que recibe la sangre de la mitad superior del cuerpo, y otra inferior o ascendente, que recoge la sangre de los órganos situados debajo del diafragma. Ambas desembocan en la aurícula derecha del corazón.

## En animales
Las venas cavas superior e inferior reciben el nombre de vena cava craneal y vena cava caudal, respectivamente, dado que la gran mayoría de los mamíferos son cuadrúpedos y la disposición espacial de estas venas es diferente de la de los seres humanos. En estos últimos, las venas cavas llegan a tener 3 cm de diámetro. Cabe destacar que estas venas poseen una válvula llamada válvula de Eustaquio, que permite el paso de la sangre al ventrículo derecho e impide su retroceso.  